# Time Commando
Time Commando è un videogioco d'azione creato da Adeline Software International e distribuito da Activision nel 1996 su Microsoft Windows. Dopo l’uscita su PC, è stato adattatto anche per PlayStation e più avanti pure per Sega Saturn, ma solo in Giappone nel 1998. Il titolo si distingue per l'uso di grafica 3D pre-renderizzata combinata con personaggi poligonali renderizzati in tempo reale, ed è ambientato in diversi periodi storici.

## Trama
Time Commando è ambientato in un futuro tecnologicamente avanzato, dove la corporation  OTEGA gestisce un centro di addestramento militare chiamato Historical Tactical Center. Questo centro sfrutta un sofisticato sistema di realtà virtuale per preparare i soldati a combattere in ambientazioni storiche simulate. All’inizio della storia, Stanley Opar, un tecnico che lavora nel centro, si trova in laboratorio mentre viene caricato un nuovo modulo di addestramento. Ma qualcosa va storto: un virus informatico sconosciuto entra nel mainframe, corrompendo il programma e provocando una distorsione temporale. In pochi attimi, l’intera simulazione diventa instabile, e Stanley viene risucchiato all’interno del sistema virtuale.
Il protagonista si ritrova così costretto a viaggiare attraverso una sequenza di epoche storiche distinte, ognuna infestata da versioni digitali di nemici e creature che riflettono la cultura e la tecnologia del periodo.
L’unico modo per fermare il virus è proseguire rapidamente e completare tutti i livelli prima che il sistema venga completamente compromesso. Non c’è tempo per esitare: una volta che un'area è superata, non si può tornare indietro. Il gioco pone anche limiti artificiali attraverso il tempo e la progressione lineare, rendendo l’azione più incalzante e impedendo l’esplorazione libera. Man mano che Stanley avanza, i livelli diventano più pericolosi e i nemici più aggressivi. L’ambientazione finale è all’interno dello stesso computer, una sorta di labirinto digitale dove il virus si è insediato in forma fisica. Solo sconfiggendolo, Stanley potrà tornare alla realtà e salvare il sistema.

## Modalità di gioco
Time Commando si può classificare come una specie di picchiaduro con alcune meccaniche esplorative e di combattimento. Il gioco è diviso in 9 ambientazioni diverse che vanno dalla preistoria al futuro, passando per scenari come l’Antica Roma, il Giappone feudale, il Medioevo, le guerre mondiali e il Far West. Ogni periodo ha le sue armi tipiche: clave, spade, archi, pistole, fucili e anche armi laser. In tutto ci sono 20 livelli. Durante l’avventura bisogna usare sia i pugni che le armi trovate lungo il cammino, ma anche esplorare per cercare chip da usare nei terminali che permettono di salvare (solo su PC) e rallentare la diffusione del virus. La barra dell'infezione aumenta man mano che passa il tempo, quindi conviene non perdersi troppo in giro. Un limite del gioco è che non si può mai tornare indietro nei livelli già attraversati. I comandi del personaggio si basano sui cosiddetti "tank controls", cioè un sistema dove il personaggio si muove rispetto a dove è rivolto, un pò come nei primi videogiochi delle serie di Resident Evil e Alone in the Dark. Alcune animazioni sono fluide, ma in altre Stanley si muove in modo un p0' rigido e buffo.

## Aspetti tecnici
Il gioco usa fondali pre-renderizzati statici, mentre i personaggi sono in 3D calcolati in tempo reale. La telecamera è fissa ma cambia inquadratura quando si passa in nuove aree, con angolazioni cinematografiche simili a quelle viste in Alone in the Dark. Questo sistema rende il gioco più scenico ma a volte può confondere. La colonna sonora, creata da Philippe Vachey, è un misto di tracce CD audio e brani MIDI, la cui qualità dipende molto dall’hardware disponibile. Gli effetti sonori sono curati, in particolare quelli legati alle armi da fuoco o ai combattimenti corpo a corpo. La versione americana include una voce narrante nei filmati introduttivi e finali, che invece manca in quella europea e giapponese.

## Accoglienza
Time Commando ha ricevuto un'accoglienza piuttosto positiva dalla critica videoludica per la sua originalità, le ambientazioni varie e la grafica innovativa. Alcune critiche sono state fatte però alla IA dei nemici, considerata troppo prevedibbile anche a livelli di difficoltà alti. Altre lamentele riguardano i controlli non sempre reattivi. Secondo alcune fonti, il gioco è stato considerato come un seguito spirituale di Relentless: Twinsen's Adventure, dimostrando che lo studio Adeline sapeva ancora creare videogiochi con grande creatività dopo il successo di Little Big Adventure.